# 楓林溪
楓林溪，位於台灣北部之縣市管河川，幹流長度4.00公里，流域面積2.25平方公里，分佈於新北市石門區。主流發源於三芝區橫山里坑仔內西北側，向北北西流經外橫山後進入石門區境，再流經頂頭圍、燈台口，最終於富基漁港注入台灣海峽。